# Tultepec
Tultepec ist eine Stadt im mexikanischen Bundesstaat Méxiko. Die Stadt Tultepec, Verwaltungssitz des gleichnamigen Municipio Tultepec, hatte im Jahr 2010 64.888 Einwohner auf 19,02 km².
Die Stadt liegt 35 km nördlich des Zentrums von Mexiko-Stadt, zählt zur Zona Metropolitana del Valle de México und liegt auf einer Höhe von 2.280 m ü. d. M.
Der Name Tultepec ist aztekischen Ursprungs und bedeutet „Auf dem Hügel von Tule“.

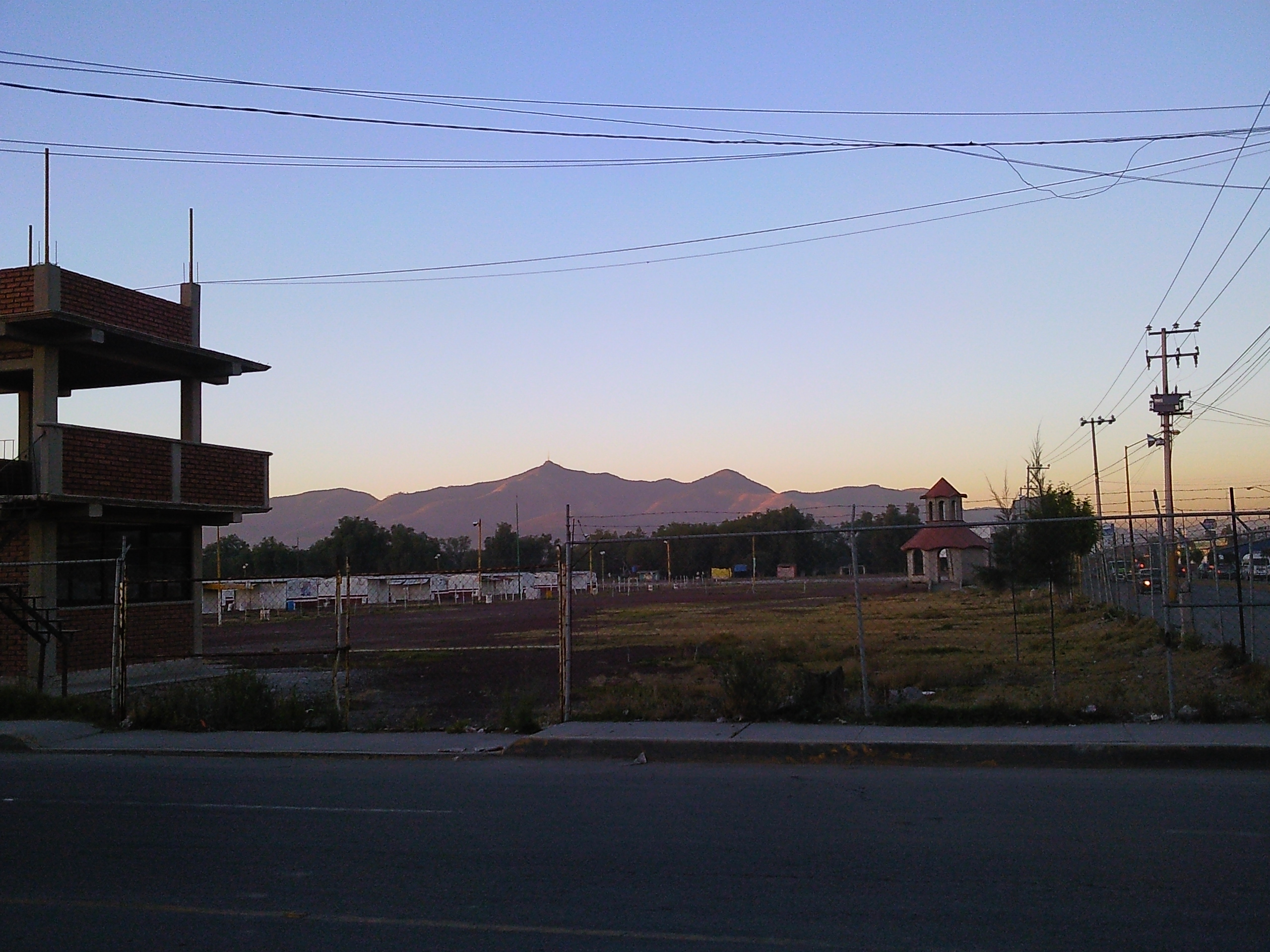
Der Marktplatz des Marktes für Feuerwerkskörper

Die Stadt ist bekannt für ihre Feuerwerksindustrie und das jährliche Festival des Feuerwerks, die  Feria Nacional de la Pirotecnia. Am 20. Dezember 2016 kam es zu einer Serie von Explosionen auf dem Markt für Feuerwerkskörper in San Pablito, Santiago Teyahualco, etwas südlich von Tultepec. Dabei würde der Großteil der Marktstände und der pyrotechnischen Artikel vernichtet. Es wurden dabei (Stand 21. Dezember 2016) 32 Menschen getötet und etwa 70 weitere verletzt. Bereits 2005 und 2006 gab es – weniger folgenreiche – schwere Explosionen und Brände.
Tultepec ist die Heimat der in Mexiko bekannten Musikerfamilie Urbán, aus der auch der Konzertorganist Víctor Urbán (1934–2024) stammt. Der Bildhauer und Maler Miguel Hernández Urbán (1936–2017), der das alljährlich hier stattfindende Symposium für Skulpturen aus Edelstahl 1992 ins Leben gerufen hat, zählt ebenfalls zu den Söhnen Tultepecs.